# Arabia preislámica

Pueblos preislámicos de Arabia y los principales Estados vecinos. Gran cantidad eran cristianos, zoroastrianos o yazdaníes.

La historia de la Arabia preislámica, es decir, la de la península arábiga y el pueblo árabe antes del surgimiento del islam en torno al año 630 no se conoce con gran detalle. La exploración arqueológica de la zona ha sido escasa; las fuentes escritas se limitan a las numerosas inscripciones y monedas de la Arabia meridional. El material existente consiste principalmente en fuentes escritas de otras tradiciones (lo que se denomina protohistoria): egipcias, griegas, romanas, etc; así como de la tradición oral fijada más tarde por escrito por los intelectuales árabes de la época islámica. 
El estudio de este periodo es importante para los estudios islámicos y proporciona el contexto del nacimiento y desarrollo del islam.
Hay fuentes epigráficas del árabe meridional antiguo desde el siglo IX a. C. y del árabe septentrional antiguo desde el siglo VI a. C. Desde el siglo III a. C. la historia árabe se hace más tangible con el surgimiento del Reino Himyarita, la aparición de los qahtaníes en el Levante y la gradual asimilación de los nabateos por los qahtaníes en los primeros siglos después de Cristo, tendencia a la expansión que culminó finalmente en las explosivas conquistas musulmanas del siglo VII.

## Arabia en la Edad del Bronce

### Primeras migraciones semitas
Los primeros hechos conocidos de la historia árabe son las migraciones de la península a las zonas vecinas. En el III milenio a. C., pueblos de lengua semita migraron de la península hacia Mesopotamia, se asentaron en Sumeria y con el tiempo crearon el Imperio acadio de Sargón de Acad (c. 2300 a. C.). Los babilonios y asirios se consideran descendientes de los acadios semitas.
El grupo semita oriental se estableció en Ebla. Los amorreos eran semitas occidentales que dejaron Arabia a finales del III milenio a. C. y se asentaron en el Levante mediterráneo. Algunos se convirtieron en los amorreos y cananeos de épocas posteriores.

### Magan i A'ad
- Magan es el nombre de uno de los socios comerciales de Sumer. Se suele asumir que estaba localizado en Omán.
- Los A'adids se establecieron en la Arabia meridional al este de la tribu Qahtan. Fundaron el reino de A'ad hacia el siglo X a. C., que persistió hasta el siglo III.

La nación A'ad era conocida por griegos y egipcios. La Geografía de Ptolomeo (siglo II a. C.) se refiere al lugar con una versión helenizada de los habitantes de su capital, Ubar.

### Thamud
Los Thamud (en árabe: ثمود) fueron un pueblo de la Arabia antigua, una tribu o grupo de tribus que crearon un gran reino que floreció del 3000 a. C. al 200 a. C. Trabajos arqueológicos recientes han revelado la existencia de numerosos ejemplos de escritura y pintura thamúdica en roca, no solamente en Yemen, sino en la Arabia central.
Son mencionados en fuentes como el Corán, la poesía árabe antigua, los anales asirios (que los citan como tamudi), la inscripción de un templo griego en el noroeste de Hiyaz (datada el año 169), una fuente bizantina del siglo V y una antigua inscripción árabe en las cercanías de Tayma.
Se mencionan en los anales de la victoria del rey Sargón II (siglo VIII a. C.), que los derrotó en una campaña por la Arabia septentrional. Los griegos se refieren a este pueblo como Tamudaei (esdecir, "Thamud"), en los escritos de Aristóteles, Ptolomeo y Plinio. Desaparecieron antes de Mahoma, entre el siglo V y el siglo VI.

## Arabia meridional en la Edad del Hierro

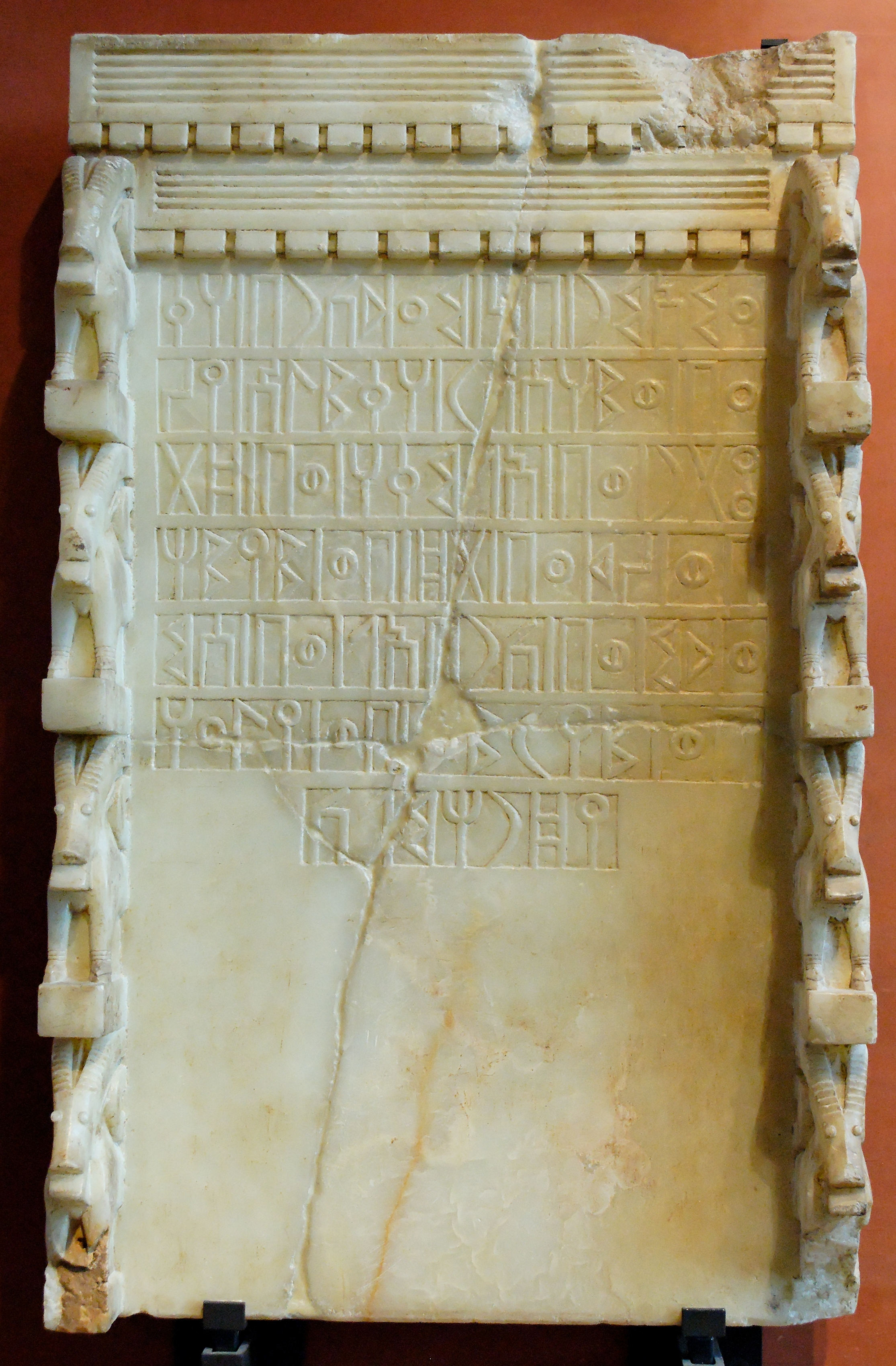
Inscripción sabea dirigida al dios lunar Almaqah; menciona cinco dioses árabes meridionales, dos reinos soberanos y dos gobernantes,

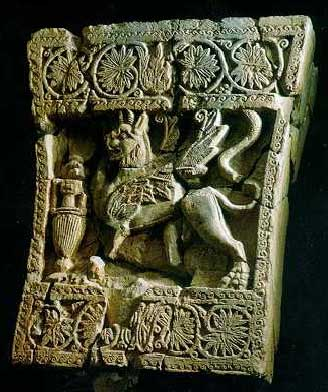
Grifo del palacio real de Shabwa, capital de Hadhramaut.

### Reino de Ma'in (sigloIXa.C.-sigloIa.C.)
Bajo el poder de los mineos, la capital estaba en Karna (ahora conocida como Sadah). La otra ciudad importante era Yathill (ahora conocida como Baraqish). El reino mineo se centraba en el noroeste del Yemen, con la mayor parte de sus ciudades a lo largo del wadi Madhab. Las inscripciones mineicas se han encontrado muy lejos del reino de Ma'in, como en al-`Ula, al noroeste de Arabia Saudí e incluso en la isla de Delos y en Egipto. Fue el primero de los reinos árabes meridionales en desaparecer, y la lengua mineica se extinguió en torno al año 100.

### Reino de Saba (sigloIXa.C.-275d.C.)
Durante el poder sabeo, el comercio y la agricultura florecieron, generando gran riqueza y prosperidad. El reino sabeo se localizaba en lo que ahora es la región de Aseer del Yemen suroccidental, y su capital, Ma'rib, cerca de la moderna capital del Yemen, Saná. De acuerdo con la tradición árabe meridional, fue fundada por Sem, el hijo mayor de Noé. Los romanos quedaron tan impresionados por la región, que la denominaron Arabia Felix. Augusto envió una expedición de conquista bajo las órdenes de Aelius Gallus. Tras un fracasado sitio de Ma'rib, el general romano se retiró a Egipto, mientras su flota destruía el puerto de Adén para garantizar la ruta comercial hacia la India. El éxito del reino se basaba en el cultivo y comercio de especias y perfumes, incluyendo el incienso y la mirra. Se exportaban hacia el Mediterráneo, la India y Abisinia, donde eran muy apreciados, por tierra mediante el uso de camellos (hacia Arabia) y por mar (hacia la India).
Durante los siglos VIII-VII  a. C. hubo un estrecho contacto cultural entre los reinos de Dʿmt, en el norte de Etiopía, y Eritrea y Saba. Aunque la civilización era indígena y las inscripciones reales estaban escritas en un lenguaje protoetiosemítico, también había en el reino algunos inmigrantes sabeos, como lo evidencian algunas de las inscripciones de Dʿmt.
La agricultura en Yemen floreció durante este período gracias a un avanzado sistema de irrigación, consistente en grandes túneles que acumulaban agua en las montañas y en pantanos. La más impresionante de estas presas, conocida como la presa de Ma'rib, fue construida hacia el año 700  a. C., y proporcionaba agua a unos 100 km² de tierra de regadío y que permaneció en pie durante un milenio hasta que, finalmente, se colapsó en el año 570  d. C. tras siglos de abandono.

### Reino de Hadramut (s.VIIIa.C.-s.IIId.C.)
Las primeras referencias al reino de Hadramut o Hadramaut son inscripciones del siglo VIII a. C. Se mencionan en una inscripción de Karab'il Watar en sabeo de principios del siglo VII a. C., en la que el rey de Hadramut, Yada`'il, es mencionado como uno de sus aliados. Cuando los mineos llegaron a dominar las rutas caravaneras en el siglo IV a. C. Hadramut se unió a su confederación, posiblemente por intereses comerciales. Más tarde se independizó y hacia finales del siglo I a. C. fue invadido por el expansivo reino de Himyar, pero pudo rechazar la invasión. Hadramut se anexionó Qataban en la segunda mitad del siglo II, alcanzando su máxima expansión territorial. Finalmente el reino de Hadramut fue conquistado por el rey himiarita Shammar Yuhar alrededor del año 300, que unificó todos los reinos de la Arabia meridional.

### Reino de Awsan (sigloVIIIa.C.-sigloVIa.C.)
El antiguo reino de Awsan en la Arabia meridional (actual Yemen), con capital en Hagar Yahirr en el wadi Markha, al sur del wadi Bayhan, está marcado por un tell o montículo artificial, que es conocido localmente como Hagar Asfal.

## Los aqueménidas en la Arabia septentrional
La Arabia aqueménida comprendía las tierras entre Egipto y Mesopotamia, conocida más tarde como Arabia Petraea.
Según Heródoto, Cambises II no subyugó a los beduinos cuando atacó Egipto el año 525  a. C. No aparecen mencionados en la inscripción de Behistún que describe las conquistas de Darío I, pero sí posteriormente en textos tardíos, lo que sugiere que dicho rey persa conquistó esta parte de Arabia.

## Nabateos
Los nabateos no se encuentran entre las tribus mencionadas en las genealogías árabes porque el reino nabateo desapareció mucho antes de la llegada del islam. Estaban asentados al este de la depresión sirio-africana entre el mar Muerto y el mar Rojo, es decir, la tierra que había sido conocida como Edom. Aunque las primeras fuentes fiables datan del 312  a. C., es posible que estuvieran asentados allí desde mucho antes.
Petra (del latín petra, piedra) está en un gran valle al este del wadi Araba en Jordania, a unos 80 km al sur del mar Muerto. Adquirió importancia y notoriedad a finales del siglo I a. C. gracias al comercio de especias. Petra era la principal ciudad de la antigua Nabatea y era famosa sobre todo por sus sistemas de ingeniería hidráulica. Fue independiente hasta el reinado de Trajano, y después floreció bajo el dominio romano. La ciudad creció alrededor de su calle columnada en el siglo I de nuestra era y hacia mitades de ese siglo había alcanzado un notable grado de urbanización. Fue probablemente en este período en el que se abrieron las canteras, y la construcción continuó durante los siglos I y II  d. C.

## Palmira
Palmira, una rica y elegante ciudad caravanera, se incluyó en la provincia romana de Siria bajo Tiberio (14-37). Adquirió importancia como escala en la ruta comercial que unía Persia, India, China y el Imperio romano (hacia la ciudad de Roma por los puertos de Siria y Fenicia). En 129 Adriano visitó la ciudad y quedó tan impactado por ella que la proclamó ciudad libre y la redenominó Palmyra Hadriana. Sus habitantes árabes fueron adoptando las costumbres y vestidos de influencia grecorromana, pero también de los partos.

## Expansión qahtaní al norte
En época sasánida la Arabia Pétrea fue una provincia fronteriza entre Roma y Persia, y desde los primeros siglos después de Cristo se vio afectada por la influencia árabe meridional, sobre todo con la emigración gasánida del siglo III.

### Gasánidas, lajmidas y kinditas
Los gasánidas, lajmidas y kinditas fueron los últimos pueblos no musulmanes que emigraron del Yemen, dirigiéndose hacia las fronteras norte y suroeste.
- Los gasánidas reavivaron la presencia semita en la helenizada Siria. Se asentaron principalmente en la región de Hauran y se expandieron al Líbano y Palestina. Los gasánidas se mantuvieron en Siria hasta que fueron absorbidos por la expansión islámica.

Griegos y romanos se referían a toda la población nómada del desierto de Oriente Próximo como arabi (árabes). Los griegos llamaban a Yemen Arabia Felix (Arabia Feliz).. Los romanos llamaban a los Estados vasallos habitados por nómadas dentro de su imperio Arabia Petraea (Arabia Pétrea), por la ciudad de Petra; y a los desiertos inconquistados que hacían de frontera sureste de su imperio los conocían como Arabia Magna (Gran Arabia).
- Los lajmidas asentados en la región del Tigris medio en torno a su capital Al-hira terminaron aliándose con los sasánidas contra los gasánidas y el Imperio bizantino. Los lajmidas eludieron el control de las tribus de la Arabia central junto con los kinditas, con quienes acabaron destruyendo Kinda en el año 540, tras la caída de su principal aliado, Himyar. Los sasánidas disolvieron el reino lajmida en el año 602.
- Los kinditas emigraron desde Yemen con los otros dos grupos, pero fueron rechazados hacia Baréin por la tribu de Abdul Qais Rabi'a. Regresaron a Yemen y se aliaron con los Himyaritas, quienes les instituyeron como reino vasallo de estos. Los lajmidas controlaron la Arabia Central desde la ciudad de Qaryah dhat Kahl (actualmente denominada Qaryat al-Faw). Gobernaron la mayor parte del centro y norte de la Península arábiga hasta la caída de los Himyaritas en el año 525.

## Tribus beduinas

Localización aproximada de algunas tribus importantes de la península arábiga en la época del surgimiento del islam. Algunas ciudades de la región aparecen marcadas con círculos.

Muchos de los linajes árabes reclaman ascendencia anterior a Ma'ad apoyándose en la genealogía bíblica. El consenso general entre los genealogistas árabes del siglo XIV era que había tres clases de árabes:
1. "Árabes perecidos": Los más antiguos, cuya historia es poco conocida. Incluyen los ‘Ad, Thamud, Tasm, Jadis, Imlaq y otros. Jadis y Tasm perecieron por genocidio. Ad y Thamud, por su propia decadencia. Algunos dudan de su existencia, pero Imlaq es la forma singular de 'Amaleeq y es probablemente sinónimo del Amalek bíblico.
2. "Árabes puros": Alegan que provienen de la progenie de Ya‘rub bin Yashjub bin Qahtan y por tanto se llaman árabes qahtaníes.
3. "Árabes arabizados": Alegan provenir de la progenie de Ismael, hijo del patriarca bíblico Abraham y se llaman árabes adnanitas.

## Sistema de parentesco
Para comprender el sistema de organización social tribal de Arabia en la época preislámica, ha sido crucial el estudio de los vínculos de parentesco. Los lazos de parentesco, que se establecían por diversas formas de alianza y no solamente por la vía de la consanguinidad, constituían los fundamentos de la estructura tribal.

Tres unidades principales formaban el marco social del árabe preislámico, lo que significa que su vida se desarrollaba en tres niveles, no aislados sino integrados. El grupo más grande era la tribu, por lo general llamada qabîla. La tribu estaba dividida en un número variable de clanes llamados por lo general ḥayy o baṭn y el clan estaba a su vez compuesto de un número variable de familias, ‘a’ila, ahl, bayt, que era la unidad más pequeña.

Para mantener esta forma de organización social, era importante que el vínculo de los individuos con su tribu tuviera una fuerza particular que se concentra en el concepto de aṣabīyah, que Toshihiko Izutsu define como el espíritu de solidaridad tribal, según el cual los individuos vivían y morían para defender el honor de su tribu.
Cabe aclarar que esto no quiere decir que los principios de la solidaridad tribal fueran simples o carecieran de excepciones. El lazo de parentesco ciertamente era el principal factor de cohesión, pero hay que destacar dos características importantes del sistema de parentesco de la Arabia preislámica: el primero es que los lazos de parentesco no eran indisolubles y el segundo es que había más mecanismos para establecer una relación de parentesco que el matrimonio y la consanguinidad. Un ejemplo del primer caso es la institución de tabarru’ o expulsión de un miembro de la tribu. Los individuos que eran expulsados de su tribu se llamaban ṣa‘ālīk.
Así como era posible expulsar a un individuo de la tribu, también era común la separación o la unión de un colectivo (normalmente un clan o una tribu más pequeña).
La integración y adopción dentro de otra tribu, generalmente más poderosa, se hacía de distintas maneras. El adoptado (mawlâ, pl. mawâlî) podía ser una sola persona, un grupo más o menos grande o aun toda una tribu, y podía manifestarse de tres modos distintos: primero, podía tratarse de una protección temporal (ŷâr, pl. ŷîrân = protegido, hoy ṭanîb o qaṣîr); segundo, podía ser una agregación o confederación duradera (ḥilf); siendo una de las características usuales de estas confederaciones, especialmente las más grandes, la de reunirse alrededor de un santuario o territorio sagrado (ḥaram como el de La Meca, o el del Profeta en Medina), con lo que se hacía hincapié en su tinte religioso; y tercero, una afiliación plena y permanente en que se adoptaban todos los derechos y obligaciones de la otra tribu e inclusive se tomaba su nombre. Esta última se acompañaba siempre de ritos especiales, como la mezcla de sangres, los juramentos y la ceremonia de rociar el fuego con sal y líquidos perfumados.
Existía una distinción entre los miembros por descendencia (ḥamûla) y los miembros por integración (‘ašîra), pero sabemos, por las fórmulas empleadas durante los rituales de integración, que la alianza por adopción implicaba un acuerdo tan firme que no se puede disminuir o soslayar el espíritu de la solidaridad tribal en estos casos.

### Religión
Los árabes anteriores al islam creían en numerosos dioses y espíritus, adivinándose una raíz totémica en el culto a ciertos árboles y, sobre todo, fuentes y piedras. Respetaban a ciertos animales considerados benefactores (león, toro, águila y halcón) y temían a los yinn o espíritus malignos. Como descubrieron la arqueología y la epigrafía, fueron elaborando lentamente un panteón influido por las tradiciones sirio-cananeas y la cosmogonía mesopotámica. En Palmira se mezclaban las divinidades babilonias y romanas: Nergal-Hércules y Nebo-Apolo, con otras feniciocananeas: Baalshamin, dios celeste; Astarté, Atargatis y Malakbel, con las propiamente árabes: Bel, el Amo del universo, Yaribol, dios del sol, la justicia y las fuentes; Aglibol, dios de la luna; Al-lat o Alilat, diosa de vida y Al-Uzza, personificación del lucero del alba. El panteón nabateo, sin embargo, era puramente árabe. Lo encabezaban Dusares, rey de los dioses, y Al-lat o Alilat, para ellos, diosa del sol, cuyo símbolo, el león, puede verse grabado en sus rocas. Le seguían Wadd, dios de la luna, etc. Los templos palmiranos y nabateos seguían el modelo grecorromano, guardándose en su celda la estatua de la divinidad. Las ceremonias y los sacrificios eran llevados a cabo por sacerdotes divididos en varias categorías. Una procesión alrededor del templo precedía a las ceremonias. En Palmira se llevaba la estatua del dios o diosa en unas angarillas o a lomos de un dromedario y luego se sacrificaba ante ella. Celebraban también banquetes funerarios y en honor de los diversos dioses.
En la Arabia del Sur predominaban las deidades astrales y celestes, que dominaban la naturaleza y el Destino. Una tríada reinaba sobre el panteón: Atar, dios de las estrellas, simbolizado por el planeta Venus; su padre el dios de la luna, Qamar o Sin, también llamado al-Maqah por los sabeos y Wadd por los mineos; y su madre Sams, la diosa del sol. A esta tríada familiar solo podían ofrecerle los reyes-sacerdotes. Otros dioses eran Warafu, señor de las delimitaciones del terreno; Mundihay, patrón de la irrigación; Tálab, dios de la lluvia, y los dioses protectores de cada clan. Los templos eran de grandes dimensiones en el Yemen y el Hiyaz, con grandes patios porticados, una alberca para las abluciones rituales y, al fondo, la celda donde se guardaba la estatua divina. La peregrinación a los más importantes santuarios era uno de los principales rituales, acompañándose de ayunos, abstenciones y pureza ritual. Estos santuarios (haram) solían estar acompañados de un bosquecillo sagrado (hima), donde estaba prohibido matar a los animales que en él morasen. En el Hiyaz los dioses principales eran Al-lat o Alilat, diosa solar cuyo símbolo era el león, que tenía en La Meca un haram y un hima; Al-Uzza, el lucero del alba o planeta Venus matutino, que era la diosa suprema de los Coreschitas, la tribu gobernante en La Meca antes del islam, ciudad donde contaba también con su santuario e hima, y que solían ir acompañadas de Manat o Hubal. Hubal era el dios de la fertilidad, la primavera y la agricultura, siendo muy parecido a los otros dioses semitas Baal, Adonis y Tammuz. Manat era una diosa muy antigua, señora de la justicia, la muerte y el Destino. Las tribus adoraban también a numerosos dioses menores, locales y tribales. En los templos se desarrollaban las ceremonias y sacrificios y los kahin ("adivinos" en árabe, voz próxima a la hebrea cohens) practicaban la magia y la adivinación. Asimismo contaban con servidores laicos. El islam será una reacción sin concesiones contra el paganismo relativamente poco estructurado de la Arabia Antigua, algunos de cuyos rasgos, islamizados, perdurarán.

#### Cristianismo y judaísmo
No eran religiones desconocidas por los árabes y Mahoma, ya que desde el siglo III d. C. había conversos a ellas. El cristianismo de la región era en su gran mayoría nestoriano y jacobita. Lo eran los gasaníes y lajmíes de las fronteras siriomesopotámicas y en la propia Arabia hubo desde entonces tribus cristianizadas, así como comunidades urbanas de cristianos en el oasis de Nayran (sur del Hiyaz), Saná en Yemen y la isla de Socotora. No debe olvidarse la cercanía de Etiopía, cristiana al igual que el Imperio bizantino, así como el Imperio persa sasánida que, aunque de religión zoroástrica, protegía a la importante iglesia nestoriana de Persia. Comerciantes judíos se habían instalado desde finales del siglo III d. C. en el Yemen. En el siglo VI, un rey convertido al judaísmo, Du Nuwas, ocupó el trono de Himyar y trató de implantar su fe como religión oficial.
Numerosos judíos, comerciantes y campesinos, vivían por entonces en el Hiyaz. Algunos eran emigrantes, pero otros eran conversos autóctonos. Por ello, el judaísmo influyó en la fase de creación del islam, en especial en Medina, ciudad en que la mitad de sus habitantes eran judíos a la llegada de Mahoma. El profeta procuró dejar clara la descendencia de los árabes de Abraham a través de su hijo Ismael, igual que los judíos por Isaac. En la doctrina de Mahoma, los personajes bíblicos fueron tomando importancia, aunque en el Corán el Antiguo y Nuevo Testamento se citen de oídas o a través de textos apócrifos distorsionados. De la Biblia tomó el monoteísmo más riguroso y Jerusalén señaló la dirección de la oración (alquibla) hasta el enfrentamiento y ruptura con la población judía de Medina. El Corán mantiene ciertas doctrinas —resurrección final, prescripciones alimentarias, aspectos del Derecho— presentes igualmente en el judaísmo.
La distinción judía entre la Torá —la Biblia— y el Talmud —sus comentarios— existe también en el islam con el Corán —el libro sagrado— y los hadices —tradiciones posteriores—. La sharia musulmana, igual que la halaká judía, es una ley divina que reglamenta directa y minuciosamente todos los aspectos de la vida de los fieles. El Derecho y las escuelas jurídicas están considerados, tanto en el islam como en el judaísmo tradicionales, partes inseparables de la religión. Tales semejanzas se deben probablemente a la influencia que tuvieron los judíos recién convertidos al islam. Además, los hadices se desarrollaron principalmente en Irak, donde se encontraban los grandes centros rabínicos del Talmud babilonio.